# Железничка станица Врбас
Железничка станица Врбас је једна од железничких станица на прузи Београд—Суботица. Налази се у насељу Врбас у општини Врбас. Пруга се наставља у једном смеру ка Ловћенцу, у другом према Змајеву и у трећем према Кули. Железничка станица Врбас састоји се из 8 колосека.